# Ruch Chorzów w europejskich pucharach
Występy w europejskich pucharach polskiego klubu piłkarskiego Ruch Chorzów.
Legenda do wszystkich tabel:
- Q – runda eliminacyjna, 1/16, 1/8, 1/4, 1/2 – odpowiednia faza rozgrywek, Grupa – runda grupowa, 1r gr – pierwsza runda grupowa, 2r gr – druga runda grupowa, F – finał, R – runda, PO – play-off
- k. – rzuty karne, los. – losowanie, Dogr. – dogrywka, w. – zasada bramek strzelonych na wyjeździe

## Wykaz spotkań pucharowych

### 1972–2000
| Sezon   | Rozgrywki                 | Runda | Klub               | Dom | Wyjazd | Ogólnie     |
| ------- | ------------------------- | ----- | ------------------ | --- | ------ | ----------- |
| 1972/73 | Puchar UEFA               | 1R    | Fenerbahçe SK      | 3–0 | 0–1    | 3–1         |
| 1972/73 | Puchar UEFA               | 2R    | Dynamo Drezno      | 0–1 | 0–3    | 0–4         |
| 1973/74 | Puchar UEFA               | 1R    | Wuppertaler        | 4–1 | 4–5    | 8–6         |
| 1973/74 | Puchar UEFA               | 2R    | Carl Zeiss Jena    | 3–0 | 0–1    | 3–1         |
| 1973/74 | Puchar UEFA               | 3R    | Budapest Honvéd    | 5–0 | 0–2    | 5–2         |
| 1973/74 | Puchar UEFA               | 1/4   | Feyenoord          | 1–1 | 1–3    | 2–4, Dogr.  |
| 1974/75 | Puchar Europy             | 1R    | Hvidovre IF        | 2–1 | 0–0    | 2–1         |
| 1974/75 | Puchar Europy             | 2R    | Fenerbahçe SK      | 2–1 | 2–0    | 4–1         |
| 1974/75 | Puchar Europy             | 1/4   | AS Saint-Étienne   | 3–2 | 0–2    | 3–4         |
| 1975/76 | Puchar Europy             | 1R    | Kuopion Palloseura | 5–0 | 2–2    | 7–2         |
| 1975/76 | Puchar Europy             | 2R    | PSV Eindhoven      | 1–3 | 0–4    | 1–7         |
| 1979/80 | Puchar Europy             | 1R    | Dynamo Berlin      | 0–0 | 1–4    | 1–4         |
| 1989/90 | Puchar Europy             | 1R    | CSKA Sofia         | 1–1 | 1–5    | 2–6         |
| 1996/97 | Puchar Zdobywców Pucharów | Q     | Llansantffraid     | 5–0 | 1–1    | 6–1         |
| 1996/97 | Puchar Zdobywców Pucharów | 1R    | SL Benfica         | 0–0 | 1–5    | 1–5         |
| 1998    | Puchar Intertoto          | 1R    | Austria Wiedeń     | 2–2 | 1–0    | 3–2         |
| 1998    | Puchar Intertoto          | 2R    | Örgryte IS         | 1–0 | 1–2    | 2–2, w.     |
| 1998    | Puchar Intertoto          | 1/4   | Estrela Amadora    | 1–1 | 1–1    | 2–2, k: 4–2 |
| 1998    | Puchar Intertoto          | 1/2   | Debrecen           | 1–0 | 3–0    | 4–0         |
| 1998    | Puchar Intertoto          | F     | Bologna FC         | 0–2 | 0–1    | 0–3         |

### 2001–2020
| Sezon   | Rozgrywki   | Runda | Klub                | Dom | Wyjazd | Ogólnie    |
| ------- | ----------- | ----- | ------------------- | --- | ------ | ---------- |
| 2000/01 | Puchar UEFA | Q     | Žalgiris Wilno      | 6–0 | 1–2    | 7–2        |
| 2000/01 | Puchar UEFA | 1R    | Inter Mediolan      | 0–3 | 1–4    | 1–7        |
| 2010/11 | Liga Europy | 1Q    | Szachtior Karaganda | 1–0 | 2–1    | 3–1        |
| 2010/11 | Liga Europy | 2Q    | Valletta            | 0–0 | 1–1    | 1–1, w.    |
| 2010/11 | Liga Europy | 3Q    | Austria Wiedeń      | 1–3 | 0–3    | 1–6        |
| 2012/13 | Liga Europy | 2Q    | Metałurg Skopje     | 3–1 | 3–0    | 6–1        |
| 2012/13 | Liga Europy | 3Q    | Viktoria Pilzno     | 0–2 | 0–5    | 0–7        |
| 2014/15 | Liga Europy | 2Q    | FC Vaduz            | 3–2 | 0–0    | 3–2        |
| 2014/15 | Liga Europy | 3Q    | Esbjerg             | 0–0 | 2–2    | 2–2, w.    |
| 2014/15 | Liga Europy | PO    | Metalist Charków    | 0–0 | 0–1    | 0–1, Dogr. |

## Statystyki
Aktualizacja: 20.11.2022
| Rozgrywki                     | Mecze | Z  | R  | P  | G+ | G- | Bilans |
| ----------------------------- | ----- | -- | -- | -- | -- | -- | ------ |
| Puchar Europy / Liga Mistrzów | 14    | 5  | 4  | 5  | 20 | 25 | –5     |
| Puchar UEFA / Liga Europy     | 32    | 10 | 7  | 15 | 46 | 48 | –2     |
| Puchar Zdobywców Pucharów     | 4     | 1  | 2  | 1  | 7  | 6  | +1     |
| Puchar Intertoto              | 10    | 4  | 3  | 3  | 11 | 9  | +2     |
| Ogólnie                       | 60    | 20 | 16 | 24 | 84 | 88 | –4     |

## Osiągnięcia
- Liga Mistrzów UEFA
  - Ćwierćfinał (1): 1974/1975
- Liga Europy UEFA
  - Ćwierćfinał (1): 1973/1974
- Puchar Intertoto
  - Finał (1): 1998
  - 1 miejsce w grupie: 1967[1]